# محمد توفيق صدقي
محمد توفيق صدقي (1881-1920) طبيب وباحث ومفكر مصري. يعتبر من أوائل القرآنيين في القرن العشرين. عمل بمصلحة السجون بالقاهرة، كتب مقالات في مجلة المنار فأصبح من كبار الكتاب المصرين في عصره.
ولد محمد توفيق صدقي يوم 19 أيلول عام 1881 م أي بعد مظاهرة عابدين. تقلى تعليمه الدينية في الكتّاب على عادة تلك الفترة، فأتم حفظ القرأن في سن مبكرة.
نال جائزة المدرسة الابتدائية عام 1896 ثم دخل المدراس الثانوية ونال جائزتها عام 1900م.
التحق بمدرسة الطب ونال اجازتها عام 1904م بتفوق حتى اعطته وزارة المعارف شهادة شكر وتقدير مؤرخة سنة 1904م

## مؤلفاته

### أشهر مقالاته
كان اهتمام الطبيب صدقي بالدفاع عن أصول الدين بعد مرحلة من الشك وأهم مقال نشره وكان يعتقده لفترة من الزمن هو الإسلام هو القرآن وحده؛ آراء وأفكار ونشر في مجلة المنار  وكان الهدف من النشر إثارة الحوار حول موضوع إنكار السنة كأصل من أصول الدين ولعل ذلك كان من آثار حواره مع زميله القبطي عبده إبراهيم الذي أسلم لاحقاً، ففي تعليق محرر المنار مباشرة على المقال يبين ذلك:
قد سبق الكاتب إلى هذا الموضوع غيرُ واحد من المسلمين الباحثين من أشهرهم ميرزا باقر الشهير الذي كان تنصر وصار داعية لمذهب البروتستنت، ثم عُني بدراسة سائر مذاهب النصرانية ومذهب اليهود، ثم عاد إلى الإسلام باجتهاد جديد، ودعا إليه في إنكلترا بغيرة وعزم شديد، وقد ذاكرني الكاتب في هذاالموضوع مرارًا، وكذلك رفيقه الدكتور عبده أفندي إبراهيم، فأشرت عليه بعد البحث في كثير من جزئياته أن يكتب ما يراه لعرضه في المنار على العلماءوالباحثين، فننظر ماذا يقولون ثم نقفّي عليه بما نعتقده. فنحن ندعو علماء الأزهر وغيرهم لبيان الحق في هذه المسألة بالدلائل ودَفْع ما عُرِضَ دونه من الشبهات، فإن المحافظة على الدين في هذا العصر لا تكون بالنظر في شبهات الفلسفة اليونانية أو شذوذ الفِرَق الإسلامية التي انقرضت مذاهبها، وإنما تكون بإقناع المتعلمين من أهله بحقية الدين ودفع ما يعرض لهم من الشبهات على أصوله وفروعه الثابتة، وأهونها ما يعرض للمعتقدين المستمسكين ككاتب هذه المقالة، فإنني أعرفه سليم العقيدة مؤمنًا بالألوهية والرسالة على وفق ما عليه جماعة المسلمين مؤديًا للفريضة، وإنما كان إقناع مثله أَهْوَن على علماء الدين؛ لأنه يعد النص الشرعي حُجة فلا يحتاج مُناظره لإقناعه بالألوهية والرسالة ليحتج عليه بنصوص الوحي... وسنفصل القول في الموضوع بعد أن ننظر ما يكتبه العلماء من بيان ما يجب عليهم أو السكوت عنه، ونحب أن يكون معظم ما يكتب في أصل المسألة لا في الأمثلة التي أوردها والله الموفق. 
وقد أدت المقالة إلى مناظرة طويلة شغلت عدة أجزاء من أربعة مجلدات من المنار في أربع سنين وكتب مقالة قصيرة لاحقًا بعد سلسلة من مقالات الرد والرد على الرد:
| محمد توفيق صدقي | فأنا أعترف بخطأي هذا على رؤوس الأشهاد ، وأستغفر الله مما قلته أو كتبته في ذلك وأسأله الصيانة عن الوقوع في مثل هذا الخطأ مرةً أخرى ، وأصرح بأن اعتقادي الذي ظهر لي من هذا البحث بعد طول التفكر والتدبر ، هو أن الإسلام هو القرآن وما أجمع عليه السلف والخلف من المسلمين عملاً واعتقادًا أنه دين واجب ، وبعبارة أخرى أن أصلَيْ الإسلام اللذين عليهما بُني ، هما الكتاب والسنة النبوية بمعناها عند السلف ، أي : طريقته صلى الله عليه وسلم التي جرى عليها العمل في الدين | محمد توفيق صدقي |

ولكنه احتفظ برأي معتدل أورده في مقال التواتر والآحاد والنسخ مع التأكيد بأن السنة من أصول الدين وهو ما كان ينكره بداية عندما كتب المقال.

### مقالات
- الإصلاح الإسلامي (جملة مقالات).
- الإسلام هو القرأن وحده.
- القرأن والعلم
- التواتر والآحاد والنسخ.
- تحريم الخنزير ونجاسة الكلب.
- بحث في تعدد الزوجات.
- الماديون الإلهيون فلسفة صحيحة.
- في فلسفة الوجود (أخر ما كتبه).
- حجاب المرأة المسلمة.
- خوارق العادات في الإسلام
- القرابين والضحايا في الإسلام.
- الرق في الإسلام.

### كتب
- تاريخ المصاحف.
- الخلاصة البرهانية على صحة الديانة الإسلامية.
- الإسلام والرد على اللورد كرومر.
- الدين في نظر العقل الصحيح.
- دين الله في كتب أنبيائه.
- نظريتي في صلب المسيح.
- نظرة في كتب العهد الجديد وعقائد النصرانية.
- دروس من سنة الكائنات.
- العظات في مضار المسكرات.